# 滑川のネブタ流し
滑川のネブタ流し（なめりかわのネブタながし）は、毎年7月31日に富山県滑川市中川原海岸（通称 和田の浜）で行われる、燃え盛るたいまつを海にながし、厄除け、無病息災の祈願、また睡魔を払う火祭りであり、ねぶたとしては日本海側での南限とされ、国の重要無形民俗文化財に指定されている。

## 概要
木枠の台座に立てたたいまつは高さ約4から6メートル、太さは根元が0.7から0.8メートル、先端が0.3から0.4メートル、青竹に藁、むしろなどを巻いて荒縄で縛ったもので、息を吹きかけ災いを移した人形（ひとがた）として、茄子や胡瓜に目鼻をつけ紙製の服を着せたもの、人形に切った紙、願い事を書いた短冊などを飾り物としてたいまつに刺してある。
午後2時ごろ禊場（みそぎば）である櫟原（いちはら）神社で大祓の神事を行ったあと、夕方の5時ごろ和田の浜（ほたるいかミュージアム裏手）に向け住民や子供たちが担いで「ネブタ流され、朝起きゃれ（起きれ）」と掛け声を掛けながら地区内をまわり、浜辺に到着した後の午後6時半ごろに点火し、大人も子供もたいまつといっしょに海へ入り、大人達は最後まで綺麗に燃え尽きるよう手助けしながら見守る。なお、「ねぶた」は人々を悩ます眠気といわれ、7月31日以降昼寝をしてはいけないと伝えられている。
1999年（平成11年）12月21日に国の重要無形民俗文化財に指定された。また2006年（平成18年）には、「とやまの文化財百選（とやまの祭り百選部門）」に選定されている。

## ネブタを流す町
かつて和田の浜一帯の町内でネブタが流されていたが、現在では中川原、常磐町1区・2区・3区の保存団体4町内と吾妻町、滑川青年会議所、滑川市内の寺家小学校などの参加で行われており、2010年（平成22年）のネブタ流しには11基のネブタが、2012年（平成24年）には初参加の滑川東地区公民館が加わり計12基、2017年（平成29年）には滑川市役所が参加し計11基のネブタが流された。2018年（平成30年）には滑川西地区公民館が初参加した。

### 現在もネブタ流しを行う町及び団体
- 中川原、常磐町1区、常磐町2区、常磐町3区、吾妻町、滑川青年会議所、滑川市立寺家小学校、滑川東地区公民館、滑川西地区公民館、滑川市役所など

### 以前はネブタ流しを行っていた町
- 神明町、寺家町、三穂町、神家町、瀬羽町、田中町、加島町2区（旧 堺町）、加島町3区（旧 西町）、領家町、高月町東部、高月町西部

## 脚註
1. ↑  北日本新聞 2012年8月1日45面
2. ↑  『祈りの炎 海染める 滑川ネブタ流し』北日本新聞 2017年8月1日43面
3. ↑  『祈りの炎 赤々と 滑川ネブタ流し』北日本新聞 2018年8月1日42面